# Wiwersheim
Wiwersheim település Franciaországban, Bas-Rhin megyében. Lakosainak száma 897 fő (2022. január 1.). Wiwersheim Stutzheim-Offenheim, Dossenheim-Kochersberg, Hurtigheim, Quatzenheim, Schnersheim és Truchtersheim községekkel határos.

## Népesség
A település népessége az elmúlt években az alábbi módon változott:
| Lakosok száma | 886  | 866  | 880  | 887  | 881  | 873  | 872  | 897  |
|               | 2013 | 2015 | 2017 | 2018 | 2019 | 2020 | 2021 | 2022 |